# Derbyshire County Cricket Club
Le Derbyshire County Cricket Club est un club anglais de cricket, qui représente le comté traditionnel du Derbyshire, installé depuis 1871 au County Cricket Ground (Derby). C'est l'un des dix-huit clubs anglais majeurs qui participent aux compétitions nationales anglaises. L'équipe première porte le nom de Derbyshire Falcons pour les matchs à nombre limité de séries.

## Palmarès
- County Championship (1) : 1936.
- Gillette Cup, NatWest Trophy, C&G Trophy, Friends Provident Trophy (1) : 1981.